# Harry Potter en de Gevangene van Azkaban (boek)
Harry Potter en de Gevangene van Azkaban (Harry Potter and the Prisoner of Azkaban) is het derde deel uit de Harry Potterboekenreeks en is net als de andere delen geschreven door de Britse schrijfster J.K. Rowling. De Nederlandse vertaling is van Wiebe Buddingh' en is uitgegeven door uitgeverij De Harmonie / Standaard Antwerpen. Het boek heeft 22 hoofdstukken en 326 bladzijden.
In 2004 kwam de op het boek gebaseerde gelijknamige film uit.

## Samenvatting van het boek

### Tante Margot
Het boek begint met Harry die zich opgelaten voelt omdat tante Margot, die een erge hekel heeft aan Harry, komt logeren. Hij ziet vreselijk tegen haar bezoek op. Dan krijgt hij een brief van school, waarin staat dat de derdejaars van Zweinstein een paar keer per jaar naar het nabije toverdorpje Zweinsveld mogen, mits ze hiervoor toestemming krijgen van een ouder of voogd. Harry besluit zijn oom Herman Duffeling te chanteren door te zeggen dat hij zich alleen maar zal gedragen tijdens het bezoek van tante Margot als oom Herman het formulier ondertekent, en oom Herman lijkt hem inderdaad wel toestemming te willen geven als Harry belooft zich te gedragen. Maar tante Margot laat zich zó laatdunkend uit over Harry en Harry's ouders, dat hij de controle over zijn toverkracht verliest. Hij laat haar in zijn woede per ongeluk opzwellen en rent kwaad van huis weg.
Eenmaal weg van huis gaat Harry op een stoeprand zitten om na te denken over wat hij net heeft gedaan. Hij is ervan overtuigd dat hij van school zal worden gestuurd omdat hij (onbedoeld) magie heeft gebruikt en dus de wet heeft overtreden die stelt dat minderjarigen geen magie mogen gebruiken. Terwijl hij hierover zit te piekeren heeft hij het gevoel dat hij in de gaten gehouden wordt. Hij ziet iets naar hem gluren. Hij schrikt en trekt zijn toverstaf. Doordat Harry zijn toverstaf uitsteekt, komt de Collectebus, een tovenaarsvervoermiddel, hem ophalen. Deze Collectebus roep je namelijk op door je toverstaf uit te steken. In de Collectebus ontdekt hij dat Sirius Zwarts, de gevaarlijke ontsnapte gevangene die Harry al op het Dreuzeljournaal had gezien, in werkelijkheid een duistere tovenaar en volgeling van Voldemort is, en uit de tovenaarsgevangenis Azkaban ontsnapt is.

### De Lekke Ketel
Harry besluit de bus hem naar de Lekke Ketel aan de Wegisweg te laten brengen. Daar aangekomen wordt hij tot zijn verbazing opgewacht door de Minister van Toverkunst, Cornelis Droebel. Harry weet nu helemaal zeker dat hij in de problemen zit, maar tot zijn verrassing is Droebel niet eens kwaad op Harry, hij vertelt hem slechts dat zijn tante weer "lekgeprikt" is en haar geheugen is gewist zodat ze zich niets meer van het voorval herinnert. Droebel lacht Harry's zorgen over zijn ongeoorloofd spreukgebruik weg en vertelt Harry dat hij in de Lekke Ketel kan blijven tot het nieuwe schooljaar begint.
Harry wacht in de Lekke Ketel totdat Ron, diens familie en Hermelien komen. Harry vangt een gesprek op tussen Rons ouders waaruit blijkt dat Sirius Zwarts het op Harry heeft gemunt. Harry schrikt er niet heel erg van, omdat hij ervan overtuigd is dat Zweinstein de veiligste plek ter wereld is.

### Zweinstein
Hij koopt zijn schoolspullen en gaat na een week naar Zweinsteins Hogeschool voor Hekserij en Hocus-Pocus. In de trein delen Harry, Ron en Hermelien een coupé met hun nieuwe leraar Verweer tegen de Zwarte Kunsten, Remus Lupos. Onderweg komt de trein stil te staan. Dementors (bewakers van Azkaban, die alle vreugde, goede herinneringen, geluk en hoop uit iemand halen tot alleen alle slechte herinneringen nog over zijn) zijn op zoek naar Sirius Zwarts. Wanneer een van de Dementors herinneringen bij Harry probeert af te nemen, hoort Harry een hoge gil en valt flauw. De Dementor wordt verjaagd door Professor Lupos. Lupos wordt Harry's favoriete leraar en leert hem een Patronus op te roepen om Dementors  te verjagen. Deze Dementors zijn ook op alle toegangspoorten van Zweinstein gestationeerd, om de school te beschermen tegen Sirius Zwarts. Tijdens het schooljaar ziet Harry een paar keer een grote, zwarte hond, het duistere wezen wat hij ook al zag toen hij wegliep van huis, vlak voordat hij bijna werd overreden door de Collectebus. Volgens professor Zwamdrift, zijn lerares Waarzeggerij, betreft het de Grim, het ergste voorteken van de dood.
Tijdens een bezoek aan Zweinsveld komen Harry, Ron en Hermelien erachter dat Sirius Zwarts een vriend was van de vader van Harry, James Potter, en dat hij James en Lily Potter zou hebben verraden aan Heer Voldemort. Daardoor kon Heer Voldemort beide ouders van Harry vermoorden.

### De verrader
Als een leerling van Zweinstein in de Ochtendprofeet gelezen heeft dat Sirius Zwarts niet ver van Zweinstein gesignaleerd is, stijgt de spanning in en rond Zweinstein. Als Harry, Hermelien en Ron op een gegeven moment teruglopen van een bezoek aan hun vriend Hagrid sleurt dezelfde hond die Harry al een paar keer eerder had gezien Ron mee naar de Beukwilg. Onder de wilg blijkt een geheime gang te zijn en ze lopen daar met zijn allen in om Ron te redden. Aan het eind van de gang komen ze in een huis. Daar ziet Harry dat Sirius Zwarts een Faunaat blijkt te zijn, die zich kan veranderen in een hond. Even later komt ook professor Lupos. Hij blijkt aan de kant van Zwarts te staan. Dit verbaast Harry, Hermelien en Ron.
Eerst denken ze dat Lupos ook een verrader is, totdat Zwarts en Lupos het uitleggen. Ze leggen uit dat niet Zwarts de ouders van Harry aan Heer Voldemort (oftewel de heer van het duister), heeft verraden, maar ene Peter Pippeling. Pippeling is ook een Faunaat, en een oude vriend van James en Sirius. Hij heeft net gedaan alsof Zwarts hem opgeblazen heeft door zijn wijsvinger af te snijden en dat stukje vinger achter te laten op de plaats van de explosie, zodat iedereen dacht dat dat alles was wat er van hem was overgebleven. Vervolgens transformeerde hij zichzelf in een rat en vluchtte. De hele tovenaarsgemeenschap is hier ingetrapt. Zwarts heeft dus meer dan tien jaar in Azkaban gezeten voor een misdaad die eigenlijk door Pippeling is gepleegd. Pippeling leefde als rat jarenlang (als hun huisdier Schurfie) bij de familie Wemel, en bleef zodoende van alle gebeurtenissen in de tovenaarswereld op de hoogte.

### Zwarts' vlucht
Lupos en Zwarts toveren Pippeling in zijn normale gedaante terug. Ze willen hem eigenlijk vermoorden, maar Harry wil hem aan de Dementors overleveren, omdat hij niet wil dat de beste vrienden van zijn vader veranderen in moordenaars. Op de terugweg komen zij in het maanlicht van de volle maan terecht, en verandert Professor Lupos in een weerwolf. Iedereen moet vluchten, en Peter ontsnapt. Later komen er minstens honderd Dementors om Zwarts gevangen te nemen. Harry verjaagt ze, maar valt op het eind net zoals iedereen, behalve Ron, flauw. Zwarts wordt in Zweinstein gevangen gehouden. Hermelien weet met haar Tijdverdrijver (een soort magische tijdmachine in de vorm van een zandloper aan een ketting) de tijd drie uren terug te zetten en binnen die tijd weten Harry en Hermelien de Hippogrief van Hagrid te redden en Zwarts op de rug van die Hippogrief te laten ontsnappen.
Op het einde van het boek neemt Professor Lupos ontslag, omdat de ouders niet willen dat een weerwolf les geeft aan hun kinderen.

## Trivia
- Het Suske en Wiske-verhaal De gevangene van Prisonov is gebaseerd op Harry Potter en de Gevangene van Azkaban.